# Tito Quincio Capitolino Barbato (cónsul 421 a. C.)
Tito Quincio Capitolino Barbato  fue un político y militar romano del siglo V a. C. perteneciente a la gens Quincia.

## Familia
Quincio fue miembro de los Quincios Capitolinos, una de las más antiguas familias patricias de la gens Quincia. Fue hijo del consular Tito Quincio Capitolino Barbato y probablemente padre de Lucio Quincio Capitolino.

## Carrera pública
Siendo cónsul en el año 421 a. C. presentó junto con su colega, Numerio Fabio Vibulano, una propuesta para añadir dos miembros al colegio de cuestores con la tarea de asistir a los cónsules en el ejercicio de sus funciones militares. Los tribunos de la plebe trataron de que fueran de condición plebeya, a lo que se opuso el Senado en pleno. La propuesta fue finalmente retirada.
En el año 405 a. C. obtuvo el tribunado consular, cuando dio comienzo el sitio de Veyes.